# Christoph Gerlach
Christoph Gerlach (* 7. Mai 1967 in Hannover) ist ein deutscher Go-Spieler, der in den Jahren 1991, 1998 und 2009 Deutscher Meister im Go war.
Viermal hat er Deutschland auf der Amateurweltmeisterschaft vertreten (1993, 1999 und 2006 in Japan, sowie 2010 in China), am erfolgreichsten war er dabei im Jahr 2006 mit Platz 9 in Sasebo/Japan. In den Jahren 1995 und 2001 wurde er Vizeeuropameister. Sein höchster Rang war der 6. Dan (6d, Amateur).
Gerlach hat ein in Europa führendes Programm MacMahon geschrieben, mit dem man Turniere nach dem Mac-Mahon-System auslosen kann. Dieses System ist eine Verallgemeinerung des Schweizer Systems und für Go besonders geeignet, da die unterschiedlichen Ränge der Spieler berücksichtigt werden. MacMahon kann aber für zahlreiche Spiele sinnvoll verwendet werden, die auf einer eins-gegen-eins-Basis gespielt werden, beispielsweise Schach, Shogi, Abalone aber auch für Sportarten wie Tischtennis. Die seit September 2011 verfügbare Version 3 ist in Java implementiert.

## Werke
- Go-Turnierprogramm "MacMahon", 1996, aktuelle Version 2020
- Go Video DVD, 2007, nicht mehr erhältlich